# روميو سوردو
روميو سوردو (بالرومانية: Romeo Surdu)‏ (12 يناير 1984 ببراشوف في رومانيا - ) هو لاعب كرة قدم روماني في مركز الهجوم. شارك مع منتخب رومانيا تحت 19 سنة لكرة القدم ومنتخب رومانيا تحت 21 سنة لكرة القدم ومنتخب رومانيا لكرة القدم. أما مع النوادي، فقد لعب مع أبولون ليماسول ورابيد بوخارست وسي إف آر كلوج وميلسامي أورهي ونادي براشوف ونادي ستيوا بوخارست.

## روابط خارجية
- روميو سوردو على موقع قاعدة بيانات كرة القدم.إي يو (الإنجليزية)
- روميو سوردو على موقع ناشيونال فوتبول تيمز (الإنجليزية)
- روميو سوردو على موقع Soccerway.com (الإنجليزية)
- روميو سوردو على موقع عالم كرة القدم.نت (الإنجليزية)